# ژائو جیه
ژائو جیه (انگلیسی: Zhao Jie؛ زادهٔ ۱۳ اکتبر ۲۰۰۲) ورزشکار پرتاب چکش اهل چین است.
وی در مسابقات کشوری و بین‌المللی در مجموع برندهٔ ۱ مدال طلا شده است.